# فراری ۳۴۰
فراری ۳۴۰ (انگلیسی: Ferrari 340) یا فراری ۳۴۰ مکزیکو  یک ماشین مسابقه ای اسپرت فراری بود که برای حداکثر سرعت ۲۸۰ کیلومتر در ساعت طراحی شده بود. از این مدل فقط ۴ دستگاه در سال ۱۹۵۲ ساخته شد.

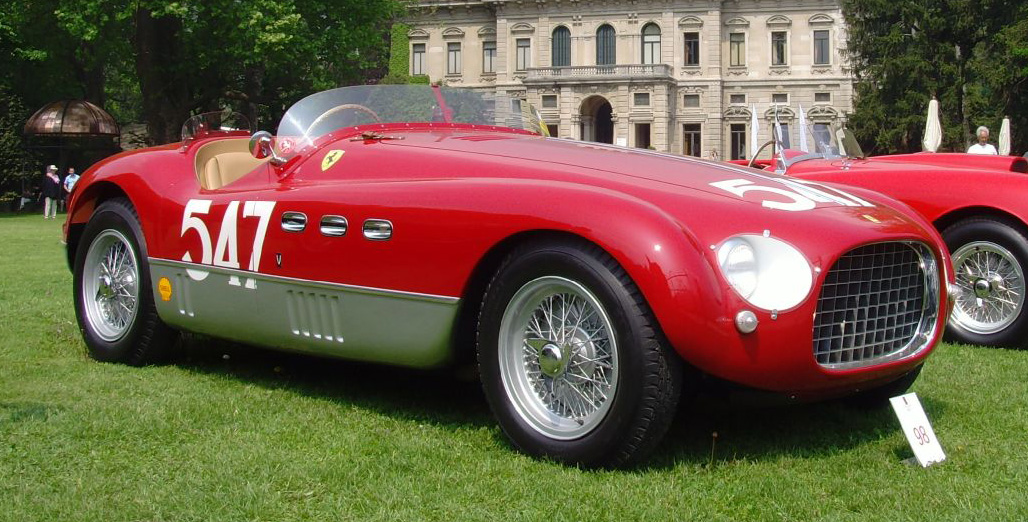